# Marchal Baghramian (métro d'Erevan)
Marchal Baghramian (en arménien Մարշալ Բաղրամյան) est une station de l'unique ligne du métro d'Erevan ; elle est située dans le district du Kentron à Erevan.

## Situation sur le réseau

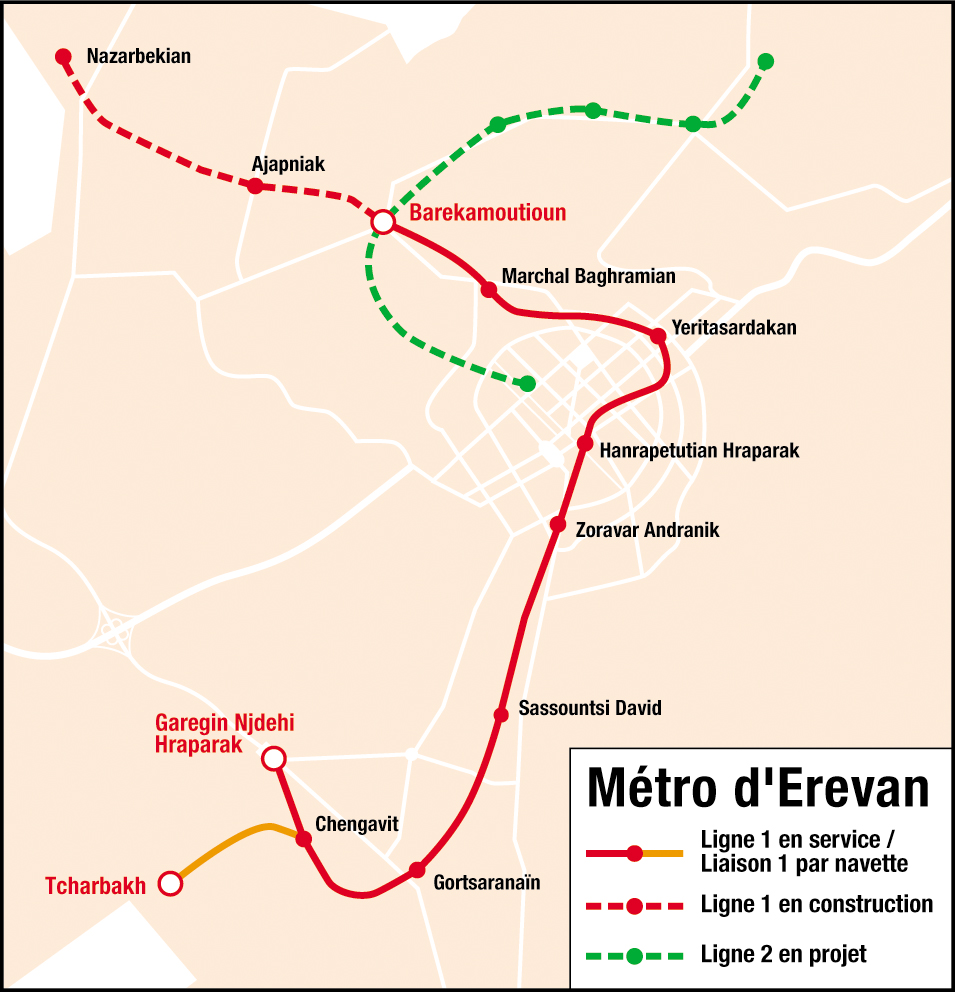
Plan de la ligne.

## Histoire
La station de Barekamoutioun est mise en service le 7 mars 1981. Son nom vient de l'avenue du Maréchal-Baghramyan en mémoire du maréchal Hovhannès Baghramian (1897-1982), commandant de la première brigade de cavalerie arménienne de 1923 à 1931.
Il est prévu qu'elle soit la station de correspondance avec la future ligne 2, en projet depuis la fin des années 1980.

## La station

### Accès et services
La station se trouve sous l'avenue du Maréchal-Baghramyan.

### Desserte
Marchal Baghramian est desservie par les rames qui circulent sur la ligne.

### Intermodalité
À proximité des arrêts de transports en commun sont desservis par des bus de la ligne 34.
Elle dessert notamment l'Assemblée nationale de la République d'Arménie et le Palais présidentiel.